# 卡傑爾峰
卡傑爾峰（英語：Cagle Peaks）是南極洲的山峰，座標79°33′S 85°28′W，位於埃爾斯沃思地，處於赫里蒂奇嶺的懷特陡崖南端，由明尼蘇達大學登山學會命名，現時由南極條約體系管理。